# 朴次茅斯 (弗吉尼亚州)

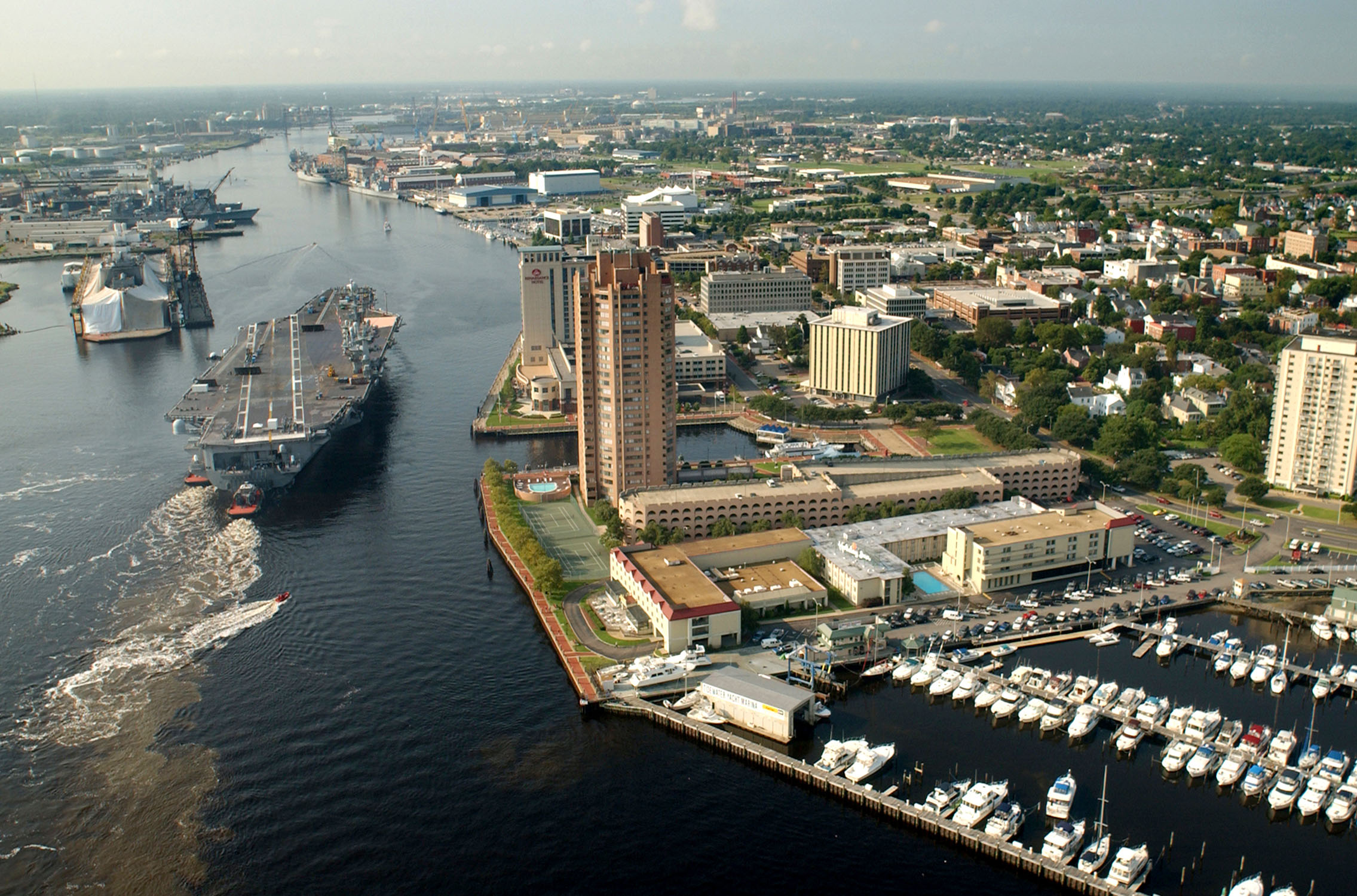
樸茨茅斯

朴次茅斯（英語：Portsmouth）是位于美国弗吉尼亚州东部的一座独立城市，面积120.7平方公里。根据2000年美国人口普查，共有人口100,169。
美国海军最大且年代最久远的造船厂——诺福克海军造船厂就位于朴次茅斯伊丽莎白河沿岸。
朴次茅斯成立于1752年。